# Грацский трамвай
Трамвайная сеть Граца (нем. Straßenbahn Graz) — сеть трамвайных путей, составляющая важную часть системы общественного транспорта в австрийском городе Грац, столице федеральной земли Штирия и втором по величине городе страны. Сеть находится в эксплуатации с 1878 года; в настоящее время имеет шесть дневных линий, а также пять вечерних и воскресных маршрутов. В 2012 году трамвайная сеть имела длину почти в 60 км и перевозила более 50 миллионов пассажиров в год. Управляется специальным отделом «Линии Граца» (нем. Graz Linien) холдинга «Грац» — городской коммунальной компании, которая также управляет и автобусной сетью города (а также канатной дорогой «Schlossbergbahn»). Трамваи являются частью интегрированной тарифной системы земли Штирия, которая охватывает все виды общественного транспорта. Музей трамвая Граца, на конечной станции первой линии в Мариатросте, обладает обширной коллекцией экспонатов, связанных с грацким трамваем.

## История
Первые трамваи в Граце появились в 1878 году — они были на конной тяге и находились в частной собственности. Трамвайные линии города были электрифицированы в 1899 году. В 1939 году трамвайная сеть была приобретена городом. В 1941 году узкоколейная электрическая железная дорога, существовавшая с 1898 года и связывавшая Грац с пригородом Мариатрост, была перестроена в стандартную трамвайную колею и стала частью городской сети. В результате, длинный участок трамвайного маршрута № 1 по-прежнему сохраняет множество черт, присущих легким железнодорожным линиям: его путь проложен вне полотна автомобильной дороги и он является, на многих отрезках, одноколейным.
Трамвайная сеть Граца достигла своей максимальной протяженности в 1950 году. Рост доли горожан, владеющих автомобилями, а также развитие удалённых пригородов, не обслуживавшихся трамваями, привели к сокращению использования этого вида транспорта — и, в конечном итоге, к закрытию нескольких маршрутов. С 1941 года городские власти также вводили в эксплуатацию троллейбусные линии для связи с дальними частям Граца: в 1967 году они были заменены автобусами.
В 1990-х годах, когда узкие центральные улицы города оказались уже малопригодны для большого количества частных автомобилей, городская администрация изменила свою политику: её обновлённой частью стало улучшения и расширения общественного транспорта, включавшее модернизацию и расширение трамвайной сети. С 1995 года зона вокруг площади  «Jakominiplatz» стала основным пересадочным пунктом, позволявшим пассажирам пересесть с трамвая на городской автобуса. В 2006—2007 линии трамвая были протянуты в районы Пунтигам, Санкт-Петер и Либенау (до торгового центра Мурпарк).

### Парк
В 2001 году Грац стал заказчиком нового проекта трамвая «Cityrunner» от компании Bombardier Transportation — были приобретены восемнадцать пятиметровых (в ширину) трамвайных вагона, имевших длину в 27 м. Это были первые в городе полностью низкопольные трамваи: до этого, в 1999 году, низкопольные центральные секции были добавлены к двенадцати существующим трамваям.
В 2007 году город заказал 45 трамваев Stadler Variobahn с поставкой в период с 2009 по 2015 год — они вызвали недовольство горожан, связанное с уровнем шума и вибрации в вагонах.

### Расширение в XXI веке
В 2012 году в городе были построены новые трамвайные тоннели — их предназначением стало обслуживание центральной железнодорожной станции города (нем. Graz Hauptbahnhof), которая ранее была конечным пунктом двух трамвайных линий. Благодаря тоннелям, трамваи на главной линии теперь смогли останавливаться на новой подземной трамвайной станции непосредственно в привокзальной зоне. Это позволило обслуживать центральный вокзал четырьмя городскими линиями из шести. В 2016 году была построена и открыта новая станция на линии № 7, обслуживающая новый медицинский кампус Университета Граца на улице Штифтингальштрассе: эта линия была расширена на одну остановку от предыдущей конечной станции.

## Дополнительные услуги
Помимо заранее запланированных туров и специальных поездок на исторических трамваях, Музей грацкого трамвая осуществляет, в тесном сотрудничестве с муниципальной управляющей компанией, бесплатные экскурсии: они проводятся в период с июня по сентябрь. Кроме того, каждый год, в течение двух недель перед Рождеством, осуществляются специальные благотворительные поездки: доходы от них кампания использует для помощи больным детям и в качестве взноса в ЮНИСЕФ.